# Streetdance
Streetdance ist ein Sammelbegriff für urbane, auf der Straße und in Clubs entstandene Tanzformen, deren Grundlage Funk, Hip-Hop-Musik oder Elektronische Tanzmusik bilden.
Der moderne Streetdance entstand in den 1970er-Jahren in New York City. Gleichzeitig mit der Erfindung der neuartigen Hip-Hop-Subkultur entstanden tänzerische Ausdrucksformen wie der Breakdance und artverwandte Stile. Mit der Popularisierung der Musik-Stile wurden auch die Tanzdarbietungen populärer und wurden elementarer Bestandteil in Liveshows und Videoclips.
Der Streetdance hat sich international ausgebreitet und wird an Tanzschulen unterrichtet und in Form von Wettbewerben veranstaltet.

## Streetdance-Stile
- Breakdance
- Crip-Walk
- Dubstep Dance
- Electric Boogie
- Flexing
- Jerk
- Krumping
- Locking
- Popping
- Tutting
- Waacking
- Waving

## Dokumentation
- 2021: Die Geschichte des Streetdance (2-teilige Fernsehdokumentation von Jean-Alexander Ntivyihabwa und Jamo Franz für ZDF und Arte – Teil 1: „Die Anfänge“; Teil 2: „I dance my Story!“; jeweils ca. 50 Minuten)[2][3]